# 六圩镇
六圩镇，是中华人民共和国广西壮族自治区河池市金城江区下辖的一个乡镇级行政单位。

## 行政区划
六圩镇下辖以下地区：
六圩社区、坡唱社区、凌肖村、肯研村、岜列村、足直村、下艾村、同进村、岜仑村、板坝村、则洞村、龙谷村、兴洞村和大丈村。